# Ventron
Ventron  é uma comuna francesa na região administrativa de Grande Leste, no departamento de Vosges. Estende-se por uma área de 24,97 km². Em 2010 a comuna tinha 849 habitantes (densidade: 34 hab./km²).